# La Refalosa
La Refalosa (der vollständige Titel lautet: La Refalosa. Amenaza de un mazorquero y degollador de los sitiadores de Montevideo dirigida al gaucho Jacinto Cielo, gacetero y soldado de La Legión Argentina, defensora de aquella plaza, auf Deutsch in etwa: Der Refalosa-Tanz. Drohung, die ein Anhänger Rosas und Schlächter unter den Belagerern Montevideos gegen den Gaucho Jacinto Cielo, einem Zeitungsverkäufer und Soldat der Argentinischen Legion, die die Stadt verteidigt, ausspricht) ist ein gegen Juan Manuel de Rosas gerichtetes Gedicht von Hilario Ascasubi in 115 Versen bzw. 10 Strophen unterschiedlicher Länge. Es wurde 1843 in der Zeitung Jacinto Cielo veröffentlicht.

## Inhalt
Der Titel des Gedichts bezieht sich auf die Belagerung von Montevideo, die 1843 durch den uruguayischen General Manuel Oribe begonnen wurde und bis 1851 dauerte (Guerra Grande 1839–1851). In Montevideo befanden sich unter anderem argentinische Unitarier, die Gegner Rosas'. Diese hatten dort die sog. Argentinische Legion gebildet und unterstützen die Belagerten militärisch. Rosas und seine Anhänger unterstützten wiederum Manuel Oribe und dessen Leute. Wie im Untertitel des Gedichts verraten wird, handelt es sich beim Gedicht um eine Drohrede, die ein Anhänger Rosas' gegenüber einem Unitarier hält. Wie Esteban Echeverría in seiner 1839 abgefassten Erzählung El Matadero (1871 veröffentlicht), beabsichtigt der Unitarier Ascasubi hier Rosas' Regime bzw. die Sache der Föderalisten als ein "barbarisches System sadistischer Schlächter und vertierter Massen" anzuprangern.  

### Vers 1–9
Der Anhänger Rosas' spricht Jacinto Cielo als gaucho salvajón, d. h. wilder Gaucho an. Als Wilde wurden von den Anhängern Rosas' die Unitarier bezeichnet. Er werde Jacinto die Tänze Tin tin und Refalosa beibringen (siehe Vers 22–33, und Vers 88–105). Er solle ihm zuhören. Der Gesang solle ihm wie ein Karfreitag Anlass zur Trauer sein. 

### Vers 10–21
Werde ein Unitarier gefangen, werde er von den Anhängern Rosas' in die Länge gezogen oder im Stehen von hinten gefesselt, so dass die Ellbogen beisammen aneinanderstoßen würden und der Unitarier vor allen nackt zu sehen sein werde. Auf diese Weise werde sein Leid beginnen. 

### Vers 22–33
Anschließend werde seinen Füßen ein dreifach gefalteter Lederriemen angelegt. Der Unitarier werde wie an einen Pfahl gebunden sich jammernd in einer stabilen Position befinden. Halb im Scherz würden sie den Unitarier piksen. Wenn dieser schreie, würden sie a cappella Refalosa und Tin tin singen.

### Vers 34–51
Sie würden ihm das Messer auflegen und mit den Fingern den Hals betasten, während der feige Unitarier vor Angst Sprünge machen werde. Der (im Gegensatz zu den Föderalisten) hemdtragende Unitarier werde beginnen, sich zu wälzen und kläglich zu jammern, was den Anhängern Rosas' große Freude bereiten werde. Wie der Präsident Manuel Oribe werde er bei diesem Anblick und bei dieser Musik in Freudengelächter ausbrechen.

### Vers 52–63
Wenn die Zeit nach dem Vergnügen gekommen sei, würden sie nach ihrem Gutdünken dem Unitarier den Atem abschneiden. Zu diesem Zweck werde einer von ihnen ihn an den Haaren packen, ein weiterer ihm wie einem Fohlen die Beine fesseln, so dass er sich nur noch auf allen vieren werde fortbewegen können.

### Vers 64–78
Während der Unitarier alle Heiligen des Himmels anrufen werde, würden sie ihm unterm Ohr mit einem gut gehärteten und geschliffenen Messer die Genickadern auftrennen und sich an dem Blut, das herausfließen werde ergötzen. Der Unitarier werde dabei vor Schreck die Augen verdrehen. 

### Vers 79–87
Er, so der Anhänger Rosas', habe schon viele solche feige Männer (d. h. Unitarier) gesehen, die sich dabei in die Lippen bissen, gestikulierten, Grimassen schnitten und schließlich die Zunge herausstreckten. Die Anhänger Rosas' würden ihn dabei küssen, so sagt der Anhänger Rosas' höhnisch, um ihn ein bisschen zu trösten.

### Vers 88–105
Bei dieser, wie der Anhänger Rosas' es nennt, lärmenden Fröhlichkeit, würden sie viel und laut lachen, bis der Unitarier es mit der Angst zu tun bekomme. Dann würden sie ihn losbinden und aufrichten, damit er in seinem eigenen Blut die Refalosa tanze, bis er einen Krampf erleide, zu Boden falle, zu strampeln und schrecklich zu zittern beginne. Wenn der Unitarier tot sei, würden sie seinem Leichnam eine Scheibe abschneiden, diese gerben und zu einem Lederriemen verarbeiten. 

### Vers 106–111
Außerdem würden dem Unitarier die Ohren, der Bart, die Koteletten und die Augenbrauen abgeschnitten und dessen Leichnam liegen gelassen, damit er ein Schwein oder einen Geier mäste. 

### Vers 112–115
Würde der als "Wilder" titulierte Jacinto Cielo jedoch: "Es lebe die Föderation!" rufen, würde ihm nichts widerfahren.

## Ausgaben
- Hilario Ascasubi: La Refalosa. In: Ders.: Paulino Lucero ó Los gauchos del Río de la Plata cantando y combatiendo. Paul Dupont, Paris 1872.
- Hilario Ascasubi: La Refalosa. In: Jorge B. Rivera (Hrsg.): Poesía gauchesca (Biblioteca Ayacucho; Bd. 29). Editorial Ayacucho, Caracas 1987, ISBN 980-276-041-2 (EA Caracas 1977).
- Hilario Ascasubi: La refalosa y otros poemas. Editorial Mate, Buenos Aires 1997, ISBN 98-79-62141-7.